# Bouc-Bel-Air
 Bouc-Bel-Air  es una comuna y población de Francia, en la región de Provenza-Alpes-Costa Azul, departamento de Bocas del Ródano, en el distrito de Aix-en-Provence y cantón de Gardanne.
Su población en el censo de 2007 era de 13 604 habitantes. Forma parte de la aglomeración urbana de Marsella-Aix-en-Provence.
Está integrada en la Communauté d’agglomération du Pays d’Aix-en-Provence .

## Demografía
| 1 506 | 1 413 | 1 268 | 1 344 | 1 320 | 1 327 | 1 299 | 1 321 | 1 321 | 1 275 | 1 168 | 1 159 | 1 062 | 938 | 933 | 908 | 895 | 798 | 825 | 813 | 794 | 743 | 842 | 867 | 1 159 | 1 606 | 2 158 | 3 210 | 4 533 | 8 714 | 11 512 | 12 297 | 13 437 |
| Para los censos de 1962 a 1999 la población legal corresponde a la población sin duplicidades (Fuente: INSEE [Consultar]) |       |       |       |       |       |       |       |       |       |       |       |       |     |     |     |     |     |     |     |     |     |     |     |       |       |       |       |       |       |        |        |        |